# HHV DSS
HVV DSS (voluit: Heemskerkse Handbalvereniging Door Samenwerking Sterk) is een Nederlandse handbalvereniging Heemskerk. De club is op 16 september 1992 ontstaan door een fusie tussen de clubs van ODIN en ADO.

## Resultaten
- 2014 1e
Eerste divisie
- 2015 7e
Eredivisie
- 2016 10e
Eredivisie
- 2017 12e
Eerste divisie
- 2018 7e
Eerste divisie
- 2019 9e
Eerste divisie
- 2020 12e
Eerste divisie
- 2020
Eerste divisie

- Eredivisie
- Eerste divisie

## Erelijst
| Nationaal      |    |                  |
| Eerste divisie | 2x | 2009/10, 2013/14 |